# Nymphon paucituberculatum
Nymphon paucituberculatum is een zeespin uit de familie Nymphonidae. De soort behoort tot het geslacht Nymphon. Nymphon paucituberculatum werd in 1944 voor het eerst wetenschappelijk beschreven door Gordon. 